# Philip Johan von Strahlenberg
Philip Johan von Strahlenberg (Stralsund, 1676 – Halmstad, 1747) fue un militar y geógrafo sueco que realizó importantes contribuciones a la cartografía de Rusia.

## Vida
Philip Johan Tabbert nació en Stralsund, que entonces pertenecía a Suecia, y su nombre original era Philip Johan Tabbert. Ingresó en el ejército sueco en 1694 y fue ascendido a capitán en 1703. En 1707 Tabbert ennoblecido y tomó el nombre de Strahlenberg sucesivamente. Participó en la Gran Guerra del Norte y tras ser capturado en 1709 en la batalla de Poltava, fue enviado como prisionero de guerra a Tobolsk, donde vivió desde 1711 hasta 1721. Durante ese tiempo estudió la geografía de Siberia y la antropología, lenguas y costumbres de las tribus nativas. Después de la Paz de Nystad en 1722, regresó a Estocolmo, de nuevo en 1730 y publicó sus estudios en un libro, Das Nord- und Ostliche Theil von Europa und Asia [Rusia, Siberia, y la Gran Tartaria (Rusia Observado)]. Su publicación atrajo mucho interés y fue traducido al inglés, francés y castellano.
Como parte de su libro, Strahlenberg y Johan Anton von Matérn dibujaron nuevos mapas de toda Rusia, una tarea formidable en sí misma. También sugirió una nueva frontera entre Europa y Asia en territorio ruso, que iba por las cumbres de los montes Urales y luego seguía al oeste a lo largo de una cadena de montañas menores, siguiendo las colinas de la ribera oeste del río Volga aguas abajo hasta la latitud 49ºN y después el río Don hasta el mar Negro. Vasily Tatischev alegó que fue a sugerencia suya que Strahlenberg adoptó esta idea.
El libro de Strahlenberg también trata ampliamente las lenguas y costumbres de los tártaros, yakutos, chuvasos, tártaros de Crimea, uzbekos, baskires, kirguises, tártaros de Turkmenistán y mongoles. Al escribir acerca de los rituales chamánicos sobre los pueblos indígenas de Siberia, observó en sus rituales el uso de hongos alucinógenos (Amanita muscaria).
En sus últimos años, Strahlenberg escribió un extenso tratado de dos volúmenes sobre la historia de Rusia, que fue publicado en traducción francesa en 1757.
como Description Historique de l'Empire Russien (Historical Description of the Russian Empire).
Después Strahlenberg pronto cayó en el olvido hasta que el dramaturgo August Strindberg se interesó en él. El asteroide (15766) Strahlenberg lleva su nombre.